# Younès Essalhi
Younès Essalhi, född 20 februari 1993, är en marockansk långdistanslöpare.
Essalhi tävlade för Marocko vid olympiska sommarspelen 2016 i Rio de Janeiro, där han blev utslagen i försöksheatet på 5 000 meter.